# Vaisala

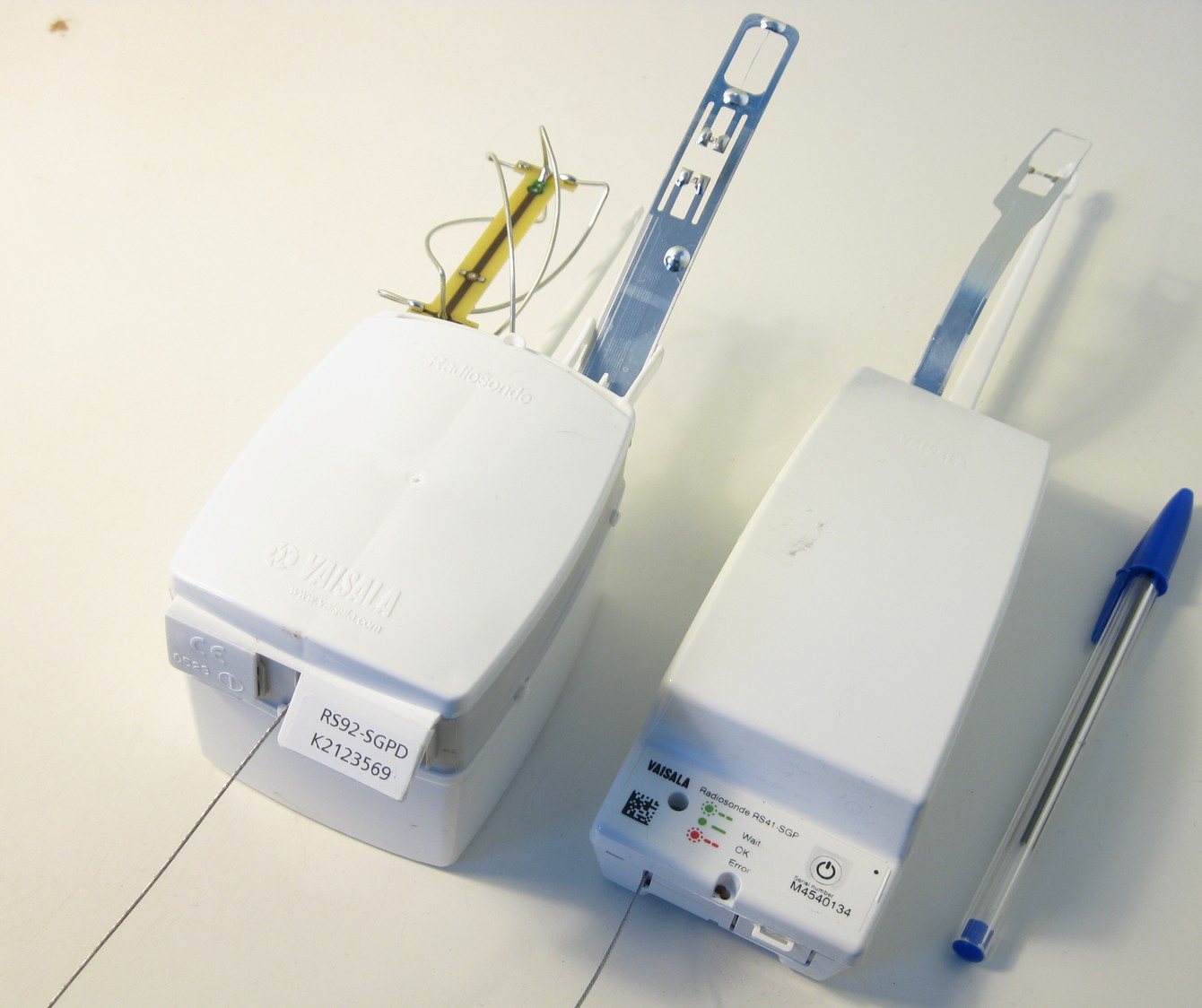
Radiosonden von Vaisala

Vaisala ist ein finnisches Unternehmen, das Produkte wie Radiosonden und Dienstleistungen für Umwelt- und industrielle Messtechnik entwickelt, fertigt und vermarktet.
Die wichtigsten Kundengruppen sind nationale Wetterdienste, Luftfahrtbehörden, Streitkräfte sowie Straßenverkehrs- und Bahnbehörden.
Vaisala beschäftigt über 1900 Mitarbeiter bei einem Umsatz von 379,5 Millionen Euro (2020).
Die Muttergesellschaft Vaisala Oyj mit Sitz im finnischen Vantaa ist an der Börse Helsinki notiert. Die Vaisala-Gruppe hat Niederlassungen und Betriebsstätten in Finnland, Nordamerika, Frankreich, dem Vereinigten Königreich, Deutschland, China, Schweden, Malaysia, Japan und Australien.